# KHL Junior Draft 2016
KHL Junior Draft 2016 – ósmy draft do rozgrywek KHL. Łącznie wybrano 147 zawodników (przewidziano 148 wyborów).
Edycja odbyła się 23 maja 2016 w Moskwie w Renaissance Moscow Monarch Center Hotel. Z numerem jeden został wybrany Wieniamin Baranow z Dinamo St. Petersburg U17 przez klub Admirał Władywostok.

## Wybrani
Pozycje: B – bramkarz, O – obrońca, N – napastnik

### Runda 1
| #  | Zawodnik (pozycja)    | Państwo  | Klub pochodzenia          | Klub wybierający    |
| -- | --------------------- | -------- | ------------------------- | ------------------- |
| 1  | Wieniamin Baranow (O) | Rosja    | Dinamo St. Petersburg U17 | Admirał Władywostok |
| 5  | Sebastian Aho (N)     | Szwecja  | Skellefteå AIK            | Witiaź Podolsk      |
| 27 | Peter Cehlárik (N)    | Słowacja | Luleå HF                  | Łokomotiw Jarosław  |
| 33 | Mikael Wikstrand (O)  | Szwecja  | Färjestad BK              | Łokomotiw Jarosław  |

### Runda 2
| #  | Zawodnik (pozycja)     | Państwo   | Klub pochodzenia          | Klub wybierający        |
| -- | ---------------------- | --------- | ------------------------- | ----------------------- |
| 41 | Filip Hronek (O)       | Czechy    | Mountfield Hradec Králové | Saławat Jułajew Ufa     |
| 52 | Miro Heiskanen (O)     | Finlandia | HIFK U20                  | Saławat Jułajew Ufa     |
| 53 | Alexander Nylander (N) | Szwecja   | Mississauga Steelheads    | Mietałłurg Magnitogorsk |
| 54 | Saku Mäenalanen (N)    | Finlandia | Kärpät                    | Sibir Nowosybirsk       |

### Runda 3
| #  | Zawodnik (pozycja) | Państwo | Klub pochodzenia       | Klub wybierający |
| -- | ------------------ | ------- | ---------------------- | ---------------- |
| 87 | Dominik Kahun (N)  | Niemcy  | EHC Red Bull Monachium | HK Soczi         |

### Runda 4
| #   | Zawodnik (pozycja)   | Państwo   | Klub pochodzenia | Klub wybierający |
| --- | -------------------- | --------- | ---------------- | ---------------- |
| 96  | Niko Ojamäki (N)     | Finlandia | Ässät            | Witiaź Podolsk   |
| 102 | Julius Honka (O)     | Finlandia | Texas Stars      | Dynama Mińsk     |
| 117 | Petteri Lindbohm (O) | Finlandia | St. Louis Blues  | Jokerit          |

### Runda 5
| #   | Zawodnik (pozycja) | Państwo | Klub pochodzenia | Klub wybierający   |
| --- | ------------------ | ------- | ---------------- | ------------------ |
| 147 | Filip Zadina (N)   | Czechy  | HC Pardubice U18 | Łokomotiw Jarosław |